# L’Albenc
L’Albenc ist eine französische Gemeinde mit 1.275 Einwohnern (Stand: 1. Januar 2022) im Département Isère in der Region Auvergne-Rhône-Alpes. Sie gehört zum Arrondissement Grenoble und zum Kanton Le Sud Grésivaudan. Die Einwohner werden Albinois genannt.

## Geographie
L’Albenc liegt etwa 23 Kilometer westlich von Grenoble und 23 Kilometer südwestlich von Voiron am rechten (westlichen) Ufer der Isère. Umgeben wird L’Albenc von den Nachbargemeinden Chantesse im Norden, Poliénas im Nordosten, La Rivière im Osten, Saint-Gervais im Südosten, Rovon im Süden, Vinay im Westen sowie Notre-Dame-de-l’Osier im Nordwesten. Durch die Gemeinde führt die Autoroute A49.

## Bevölkerung
| Jahr                       | 1962 | 1968 | 1975 | 1982 | 1990 | 1999 | 2006 | 2013 | 2021 |
| -------------------------- | ---- | ---- | ---- | ---- | ---- | ---- | ---- | ---- | ---- |
| Einwohner                  | 679  | 705  | 653  | 751  | 895  | 991  | 1059 | 1110 | 1298 |
| Quellen: Cassini und INSEE |      |      |      |      |      |      |      |      |      |

## Sehenswürdigkeiten
- Kirche Sainte-Marie von 1848
- Schloss Albe aus dem 15. Jahrhundert, seit 1978 Monument historique
- Schloss Châteauneuf

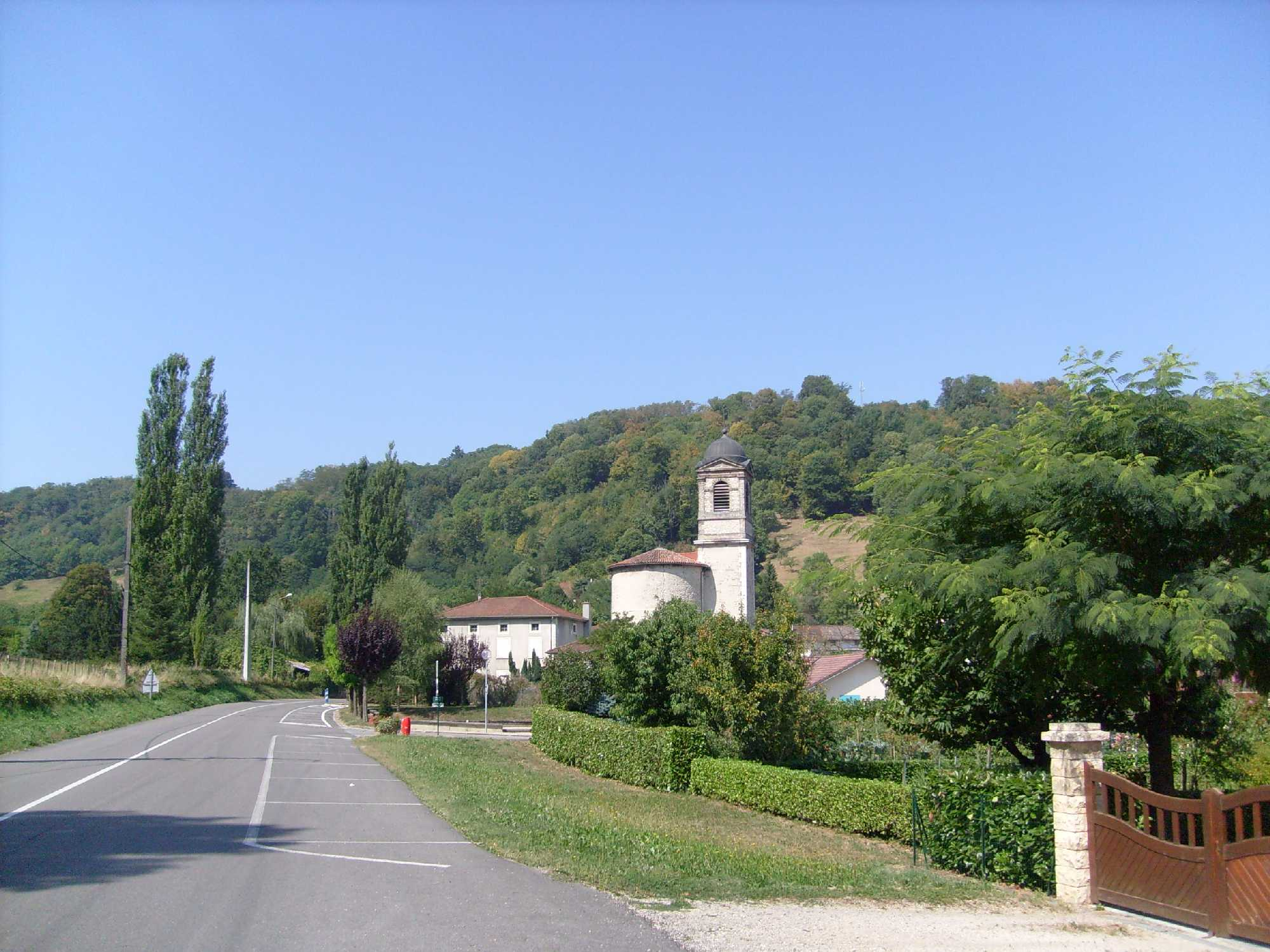
Kirche Sainte-Marie
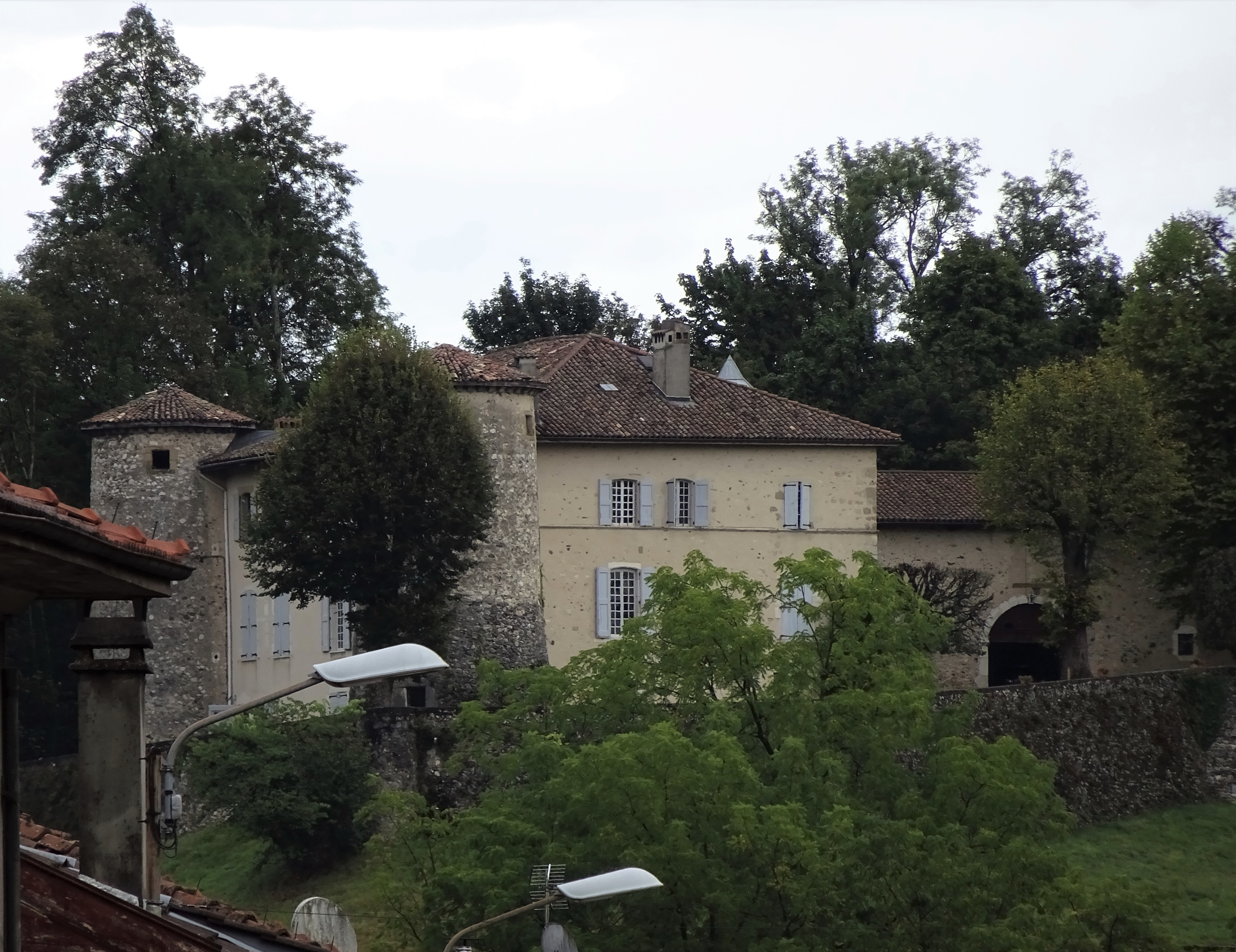
Schloss Albe

## Persönlichkeiten
- Jean Gabriel Marchand (1765–1851), Divisionsgeneral